# مدرسه ۲۰۲۱
مدرسه ۲۰۲۱ (به کره‌ای: 학교 2021) یک درام کره‌ای به کارگردانی کیم مین ته و با بازی کیم یو-هان، چو یی-هیون، چو یونگ وو و هوانگ بو-روم-بیول است. این هشتمین فصل از مجموعه کی‌بی‌اس۲ مدرسه است. این سریال داستان ۱۸ جوان را روایت می‌کند که به جای کنکور، مسیری را انتخاب می‌کنند. این دوره رو به رشد رؤیاها، دوستی و هیجان آنها را در حالی که در مرزهای نامشخص تلاش می‌کنند به تصویر می‌کشد. این مجموعه از ۲۴ نوامبر ۲۰۲۱ تا ۱۳ ژانویه ۲۰۲۲، روزهای چهارشنبه و پنجشنبه ساعت ۲۱:۳۰ (کی‌اس‌تی) از کی‌بی‌اس۲ برای ۱۶ قسمت پخش شد.

## خلاصه داستان
دوستان مدرسه‌ای دوباره به یکدیگر کمک می‌کنند تا موانع پیش رو را پشت سر بگذارند و درس‌های ارزشمندی در مورد زندگی، عشق و دوستی به آموزند.

## بازیگران و شخصیت‌ها

### اصلی
- کیم یو-هان در نقش گونگ کی جون، ۱۸ ساله
  - مون وو جین در نقش جوانی گونگ کی جون جوان[۴]

رؤیای تکواندو را پس از ۱۱ سال تمرین به دلیل مصدومیت از دست داد. عضو باشگاه نجاری.
- چو یی-هیون در نقش جین جی وون
  - پارک یه رین در نقش جوانی جین جی وون[۵]

یک دختر دبیرستانی با رؤیای مصمم برای نجار شدن.
- چو یونگ وو در نقش جونگ یونگ جو

دانش‌آموز انتقالی با یک داستان مخفی. او به دلیل اتفاقات گذشته رابطه خود را با کی جون به هم ریخته‌است
- هوانگ بو-روم-بیول در نقش کانگ سو یونگ

او برای ورود به یکی از پنج دانشگاه برتر کره جنوبی به تنهایی برای کنکور آماده می‌شود.
- جون سوک-هو در نقش لی کانگ هون

۳۹ ساله، معلم جدید دپارتمان معماری، او شخصیتی است که به تعادل کار و زندگی بیشتر از دانش آموزان اهمیت می‌دهد.